# Egypte op de Olympische Spelen
Egypte is een van de landen die deelneemt aan de Olympische Spelen. Egypte debuteerde op de Zomerspelen van 1912. In 1984, 72 jaar later, kwam het voor de eerste -en tot nu toe enige- keer uit op de Winterspelen.
Parijs 2024 was voor Egypte de 24e deelname aan de Zomerspelen.

## Medailles en deelnames
Er werden 41 medailles gewonnen, alle op de Zomerspelen. Deze 41 werden in negen sportdisciplines behaald; gewichtheffen (15), worstelen (8), boksen (4), taekwondo (4) judo (2) en karate (2), schoonspringen (2), moderne vijfkamp (2) en schermen (2). Van de 41 medailles werden er acht door vrouwen behaald. In 2016 waren gewichthefster Sarah Ahmed en taekwondoka Hedaya Malak de eerste vrouwelijke medaillewinnaars. In een later stadium kreeg gewichthefster Abir Khalil (Abeer Abdelrahman Khalil Mahmoud) alsnog een bronzen en zilveren medaille toegewezen (na diskwalificaties) voor haar prestaties in 2008 en 2012.
Drie mannen en twee vrouwen zijn meervoudig medaille winnaar, zij wonnen ieder twee medailles. De schoonspringer Farid Simaika won zilver en brons op de Spelen van 1928, de gewichtheffer Ibrahim Shams won brons in 1936 en goud in 1948 en de worstelaar Karam Mohamed Ibrahim Gaber goud in 2004 en zilver in 2012. Naast genoemde Abir Khalil won Hedaya Malak in 2016 en 2020 brons in het taekwondo.

### Overzicht
De tabel geeft een overzicht van de jaren waarin werd deelgenomen, het aantal gewonnen medailles en de eventuele plaats in het medailleklassement.
| Zomerspelen | Zomerspelen | Zomerspelen | Zomerspelen | Zomerspelen | Zomerspelen |        | Winterspelen | Winterspelen | Winterspelen | Winterspelen | Winterspelen | Winterspelen |
| Jaar        | Goud        | Zilver      | Brons       | Totaal      | Rang        | Jaar   | Goud         | Zilver       | Brons        | Totaal       | Rang         |              |
| 1912        | 0           | 0           | 0           | 0           | -           |        |              |              |              |              |              |              |
| 1920        | 0           | 0           | 0           | 0           | -           |        |              |              |              |              |              |              |
| 1924        | 0           | 0           | 0           | 0           | -           | 1924   | -            | -            | -            | -            | -            |              |
| 1928        | 2           | 1           | 1           | 4           | 17          | 1928   | -            | -            | -            | -            | -            |              |
| 1932        | -           | -           | -           | -           | -           | 1932   | -            | -            | -            | -            | -            |              |
| 1936        | 2           | 1           | 2           | 5           | 15          | 1936   | -            | -            | -            | -            | -            |              |
| 1948        | 2           | 2           | 1           | 5           | 16          | 1948   | -            | -            | -            | -            | -            |              |
| 1952        | 0           | 0           | 1           | 1           | 40          | 1952   | -            | -            | -            | -            | -            |              |
| 1956        | 0           | 0           | 0           | 0           | -           | 1956   | -            | -            | -            | -            | -            |              |
| 1960        | 0           | 1           | 1           | 2           | 30          | 1960   | -            | -            | -            | -            | -            |              |
| 1964        | 0           | 0           | 0           | 0           | -           | 1964   | -            | -            | -            | -            | -            |              |
| 1968        | 0           | 0           | 0           | 0           | -           | 1968   | -            | -            | -            | -            | -            |              |
| 1972        | 0           | 0           | 0           | 0           | -           | 1972   | -            | -            | -            | -            | -            |              |
| 1976        | 0           | 0           | 0           | 0           | -           | 1976   | -            | -            | -            | -            | -            |              |
| 1980        | -           | -           | -           | -           | -           | 1980   | -            | -            | -            | -            | -            |              |
| 1984        | 0           | 1           | 0           | 1           | 33          | 1984   | 0            | 0            | 0            | 0            | -            |              |
| 1988        | 0           | 0           | 0           | 0           | -           | 1988   | -            | -            | -            | -            | -            |              |
| 1992        | 0           | 0           | 0           | 0           | -           | 1992   | -            | -            | -            | -            | -            |              |
| 1996        | 0           | 0           | 0           | 0           | -           | 1994   | -            | -            | -            | -            | -            |              |
| 2000        | 0           | 0           | 0           | 0           | -           | 1998   | -            | -            | -            | -            | -            |              |
| 2004        | 1           | 1           | 3           | 5           | 46          | 2002   | -            | -            | -            | -            | -            |              |
| 2008        | 0           | 0           | 2           | 2           |             | 2006   | -            | -            | -            | -            | -            |              |
| 2012        | 0           | 3           | 1           | 4           |             | 2010   | -            | -            | -            | -            | -            |              |
| 2016        | 0           | 0           | 3           | 3           | 75          | 2014   | -            | -            | -            | -            | -            |              |
| 2020        | 1           | 1           | 4           | 6           | 54          | 2018   | -            | -            | -            | -            | -            |              |
| 2024        | 1           | 1           | 1           | 3           | 52          | 2022   | -            | -            | -            | -            | -            |              |
| Totaal      | 9           | 12          | 20          | 41          |             | Totaal | 0            | 0            | 0            | 0            |              |              |
| Tot. Z+W    | 9           | 12          | 20          | 41          |             |        |              |              |              |              |              |              |

2008: van oorspronkelijk 0-0-1 aangepast naar 0-0-2
2012: van oorspronkelijk 0-2-0 aangepast naar 0-3-1

### Per deelnemer
| Editie | Sport            | Olympiër                    | Onderdeel                            | Medaille |
| ------ | ---------------- | --------------------------- | ------------------------------------ | -------- |
| 1928   | Gewichtheffen    | El Sayed Nosseir            | halfzwaargewicht (m)                 | Goud     |
| 1928   | Worstelen        | Ibrahim Moustafa            | grieks-romeins, halfzwaargewicht (m) | Goud     |
| 1928   | Schoonspringen   | Farid Simaika               | 10 m toren (m)                       | Zilver   |
| 1928   | Schoonspringen   | Farid Simaika               | 3-m plank (m)                        | Brons    |
| 1936   | Gewichtheffen    | Anwar Mesbah                | lichtgewicht (m)                     | Goud     |
| 1936   | Gewichtheffen    | Khadr El Touni              | middengewicht (m)                    | Goud     |
| 1936   | Gewichtheffen    | Saleh Soliman               | vedergewicht (m)                     | Zilver   |
| 1936   | Gewichtheffen    | Ibrahim Shams               | vedergewicht (m)                     | Brons    |
| 1936   | Gewichtheffen    | Ibrahim Wasif               | halfzwaargewicht (m)                 | Brons    |
| 1948   | Gewichtheffen    | Mahmoud Fayad               | vedergewicht (m)                     | Goud     |
| 1948   | Gewichtheffen    | Ibrahim Shams               | lichtgewicht (m)                     | Goud     |
| 1948   | Gewichtheffen    | Attia Hamouda               | lichtgewicht (m)                     | Zilver   |
| 1948   | Worstelen        | Mahmoud Hassan Ali          | grieks-romeins, bantamgewicht (m)    | Zilver   |
| 1948   | Worstelen        | Ibrahim Orabi               | grieks-romeins, halfzwaargewicht (m) | Brons    |
| 1952   | Worstelen        | Abdel Rashed                | grieks-romeins, vedergewicht (m)     | Brons    |
| 1960   | Worstelen        | Osman Sayed                 | grieks-romeins, vlieggewicht (m)     | Zilver   |
| 1960   | Boksen           | Abdel El Gindy              | vlieggewicht (m)                     | Brons    |
| 1984   | Judo             | Mohamed Ali Rashwan         | open klasse (m)                      | Zilver   |
| 2004   | Worstelen        | Karam Mohamed Ibrahim Gaber | grieks-romeins, lichtgewicht (m)     | Goud     |
| 2004   | Boksen           | Mohamed Aly                 | superzwaargewicht (m)                | Zilver   |
| 2004   | Boksen           | Ahmed Ismail                | halfzwaargewicht (m)                 | Brons    |
| 2004   | Boksen           | Mohamed Elsayed             | zwaargewicht (m)                     | Brons    |
| 2004   | Taekwondo        | Tamer Bayoumi               | vlieggewicht (m)                     | Brons    |
| 2008   | Gewichtheffen    | Abir Khalil                 | lichtzwaargewicht (-69 kg)           | *        |
| 2008   | Judo             | Hesham Mesbah               | middengewicht (m)                    | Brons    |
| 2012   | Gewichtheffen    | Tarek Yehia                 | lichtzwaargewicht (-85 kg) (m)       | *        |
| 2012   | Gewichtheffen    | Abir Khalil                 | zwaargewicht (-75 kg) (v)            | *        |
| 2012   | Schermen         | Alaaeldin Abouelkassem      | floret, individueel (m)              | Zilver   |
| 2012   | Worstelen        | Karam Mohamed Ibrahim Gaber | grieks-romeins, middengewicht (m)    | Zilver   |
| 2016   | Gewichtheffen    | Mohamed Ihab                | -77 kg (m)                           | Brons    |
| 2016   | Gewichtheffen    | Sarah Ahmed                 | -69 kg (v)                           | Brons    |
| 2016   | Taekwondo        | Hedaya Malak                | -57 kg (v)                           | Brons    |
| 2020   | Karate           | Feryal Abdelaziz            | +61 kg (v)                           | Goud     |
| 2020   | Karate           | Giana Farouk                | -61 kg (v)                           | Brons    |
| 2020   | Moderne vijfkamp | Ahmed Elgendy               | mannen                               | Zilver   |
| 2020   | Taekwondo        | Hedaya Malak                | -67 kg (v)                           | Brons    |
| 2020   | Taekwondo        | Seif Eissa                  | +80 kg (m)                           | Brons    |
| 2020   | Worstelen        | Mohamed Ibrahim El-Sayed    | grieks-romeins, -67 kg (m)           | Brons    |

* Deze meddailles werden in later stadium alsnog toegewezen.
Afghanistan · Albanië · Algerije · Amerikaans-Samoa · Amerikaanse Maagdeneilanden · Andorra · Angola · Antigua en Barbuda · Argentinië · Armenië · Aruba · Australië · Azerbeidzjan · Bahama's · Bahrein · Bangladesh · Barbados · België · Belize · Benin · Bermuda · Bhutan · Bolivia · Bosnië en Herzegovina · Botswana · Brazilië · Britse Maagdeneilanden · Brunei · Bulgarije · Burkina Faso · Burundi · Cambodja · Canada · Centraal-Afrikaanse Republiek · Chili · China · Chinees Taipei · Colombia · Comoren · Congo-Brazzaville · Congo-Kinshasa · Cookeilanden · Costa Rica · Cuba · Cyprus · Denemarken · Djibouti · Dominica · Dominicaanse Republiek · Duitsland · Ecuador · Egypte · El Salvador · Equatoriaal-Guinea · Eritrea · Estland · Ethiopië · Fiji · Filipijnen · Finland · Frankrijk · Gabon · Gambia · Georgië · Ghana · Grenada · Griekenland · Groot-Brittannië · Guam · Guatemala · Guinee · Guinee-Bissau · Guyana · Haïti · Honduras · Hongarije · Hongkong · Ierland · IJsland · India · Indonesië · Irak · Iran · Israël · Italië · Ivoorkust · Jamaica · Japan · Jemen · Jordanië · Kaaimaneilanden · Kaapverdië · Kameroen · Kazachstan · Kenia · Kirgizië · Kiribati · Koeweit · Kosovo · Kroatië · Laos · Lesotho · Letland · Libanon · Liberia · Libië · Liechtenstein · Litouwen · Luxemburg · Madagaskar · Malawi · Malediven · Maleisië · Mali · Malta · Marokko · Marshalleilanden · Mauritanië · Mauritius · Mexico · Micronesië · Moldavië · Monaco · Mongolië · Montenegro · Mozambique · Myanmar · Namibië · Nauru · Nederland · Nepal · Nicaragua · Nieuw-Zeeland · Niger · Nigeria · Noord-Korea · Noord-Macedonië · Noorwegen · Oeganda · Oekraïne · Oezbekistan · Oman · Oost-Timor · Oostenrijk · Pakistan · Palau · Palestina · Panama · Papoea-Nieuw-Guinea · Paraguay · Peru · Polen · Portugal · Puerto Rico · Qatar · Roemenië · Rusland · Rwanda · Saint Kitts en Nevis · Saint Lucia · Saint Vincent en de Grenadines · Salomonseilanden · Samoa · San Marino · Saoedi-Arabië · Sao Tomé en Principe · Senegal · Servië · Seychellen · Sierra Leone · Singapore · Slovenië · Slowakije · Somalië · Spanje · Sri Lanka · Soedan · Suriname · Swaziland · Syrië · Tadzjikistan · Tanzania · Thailand · Togo · Tonga · Trinidad en Tobago · Tsjaad · Tsjechië · Tunesië · Turkije · Turkmenistan · Tuvalu · Uruguay · Vanuatu · Venezuela · Verenigde Arabische Emiraten · Verenigde Staten · Vietnam · Wit-Rusland · Zambia · Zimbabwe · Zuid-Afrika · Zuid-Korea · Zuid-Soedan · Zweden · Zwitserland
Historische landen: Bohemen · Bondsrepubliek Duitsland · Brits-Indië · Duitse Democratische Republiek · Joegoslavië · Malaya · Nederlandse Antillen · Noord-Borneo · Noord-Jemen · Saarland · Servië en Montenegro · Sovjet-Unie · Tsjecho-Slowakije · West-Indische Federatie · Zuid-Jemen
Bijzondere deelnames: Onafhankelijke olympische atleten · Vluchtelingenteam 
 Australazië · Duits Eenheidsteam · Gemengd team · Gezamenlijk Team